# Pier Luigi Bersani

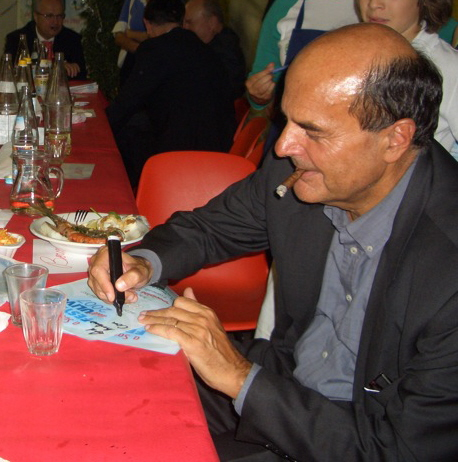
Pier Luigi Bersani

Pier Luigi Bersani este un om politic italian, membru al Parlamentului European în perioada 2004-2009 din partea Italiei. 
1. ↑  Pier Luigi Bersani, Munzinger Personen, accesat în 9 octombrie 2017
2. ↑  „Pier Luigi Bersani”, Gemeinsame Normdatei, accesat în 9 aprilie 2014
3. ↑  , L'Unità, 24 noiembrie 2012 Lipsește sau este vid: |title= (ajutor)
4. ↑   http://www.camera.it/leg18/29?shadow_deputato=300026&idLegislatura=18 Lipsește sau este vid: |title= (ajutor)
5. ↑   http://www.camera.it/leg17/29?shadow_deputato=300026&idLegislatura=17 Lipsește sau este vid: |title= (ajutor)
6. ↑  Deputații în Parlamentul European